# كنوت هالد
كنوت هالد هو محرر وشخصية أعمال نرويجي، ولد في 10 يونيو 1902، وتوفي في 12 يناير 1972.